# M-509
La M-509 es una carretera de 8,650 km de longitud perteneciente a la Red Principal (Comunidad de Madrid) de la Comunidad de Madrid (España).

## Tráfico
El detalle de la intensidad media diaria (vehículos diarios) en 2012 es el siguiente:
| KM    | Intensidad media diaria | % Vehículos pesados | Ubicación del P.K. de medición                            |
| ----- | ----------------------- | ------------------- | --------------------------------------------------------- |
| 4,420 | 15.989                  | 4,62                | Entre M-50 (Majadahonda) y la intersección con M-851      |
| 7,430 | 23.058                  | 4,52                | Entre la intersección con M-851 y Villanueva del Pardillo |

## Duplicación de la carretera
Hasta 2014 era una carretera secundaria, pero a finales de ese año se desdobló un tramo de 5 km, situado entre la M-50, a la altura de Majadahonda, y Villanueva del Pardillo.

## Tramos (autovía)
| Denominación | Tramo                                                    | km  | Año servicio |
| ------------ | -------------------------------------------------------- | --- | ------------ |
| M-509        | Carretera del Plantio - Calle Dr. Marañon Majadahonda    | 3,8 | 1998         |
| M-509        | Calle Dr. Marañón Majadahonda - Enlace M-50              | 1,2 | 2008         |
| M-509        | Enlace M-50 - Avenida de Madrid Villanueva del Pardillo  | 5,1 | 2014         |
| M-509        | Avenida de Madrid Villanueva del Pardillo                | 1   | 2018         |
| M-509        | Avenida de Madrid Villanueva del Pardillo - Enlace M-503 | 1,6 | 2006         |